# Lutherville-Timonium
Lutherville-Timonium és una concentració de població designada pel cens dels Estats Units a l'estat de Maryland. Segons el cens del 2000 tenia 15.814 habitants.

## Demografia
Segons el cens del 2000, Lutherville-Timonium tenia 15.814 habitants, 6.485 habitatges, i 4.461 famílies. La densitat de població era de 827,3 habitants per km².
Dels 6.485 habitatges en un 24,7% hi vivien nens de menys de 18 anys, en un 59,4% hi vivien parelles casades, en un 7,1% dones solteres, i en un 31,2% no eren unitats familiars. En el 26,3% dels habitatges hi vivien persones soles el 14,7% de les quals corresponia a persones de 65 anys o més que vivien soles. El nombre mitjà de persones vivint en cada habitatge era de 2,36 i el nombre mitjà de persones que vivien en cada família era de 2,86.
Per edats la població es repartia de la següent manera: un 19,7% tenia menys de 18 anys, un 4,9% entre 18 i 24, un 24,6% entre 25 i 44, un 27% de 45 a 60 i un 23,7% 65 anys o més.
L'edat mediana era de 46 anys. Per cada 100 dones de 18 o més anys hi havia 87,5 homes.
La renda mediana per habitatge era de 61.573 $ i la renda mediana per família de 74.464 $. Els homes tenien una renda mediana de 52.401 $ mentre que les dones 35.132 $. La renda per capita de la població era de 32.369 $. Entorn del 0,8% de les famílies i el 3,6% de la població estaven per davall del llindar de pobresa.

## Poblacions més properes
El següent diagrama mostra les poblacions més properes.